# Charis Juniczew
Charis Charisowicz Juniczew (ros. Харис Харисович Юничев, ur. 7 sierpnia 1931 w Soczi, zm. 12 lutego 2006) – radziecki pływak. Brązowy medalista olimpijski z Melbourne.
Specjalizował się w stylu klasycznym. igrzyska w 1956 w Melbourne były jego jedynymi igrzyskami olimpijskimi. Medal zdobył na dystansie 200 metrów stylem klasycznym, wyprzedził go jedynie Japończycy Masaru Furukawa i Masahiro Yoshimura. Był to pierwszy medal olimpijski w pływaniu wywalczony przez zawodnika radzieckiego.
Dwukrotnie ustanawiał rekordy Europy na dystansie 200 metrów stylem klasycznym: 15 sierpnia 1956 w Moskwie uzyskał czas 2:34,0, a 4 listopada tego roku, również w Moskwie – 2:33,0. Był mistrzem ZSRR na 200 metrów stylem klasycznym w 1951 i w sztafecie stylem zmiennym w 1953, wicemistrzem w 1951 na 400 m stylem klasycznym i w 1956 na 200 m stylem klasycznym oraz brązowym medalistą w 1951 na 100 m stylem klasycznym.  